# 維舍維奇
50°37′58″N 29°24′4″E / 50.63278°N 29.40111°E
維舍維奇（羅馬化：Vyshevychi）是烏克蘭北部日托米爾州日托米爾區维舍维奇市镇内的村莊及其行政中心。始建於1726年，面積41.33平方公里，海拔高度141米。